# NGC 6646
NGC 6646 је спирална галаксија у сазвежђу Лира која се налази на NGC листи објеката дубоког неба.
Деклинација објекта је + 39° 51' 54" а ректасцензија 18h 29m 38,7s. Привидна величина (магнитуда) објекта NGC 6646 износи 12,7 а фотографска магнитуда 13,6. NGC 6646 је још познат и под ознакама UGC 11258, MCG 7-38-8, CGCG 228-10, PGC 61944.